# スパッツ (足首)

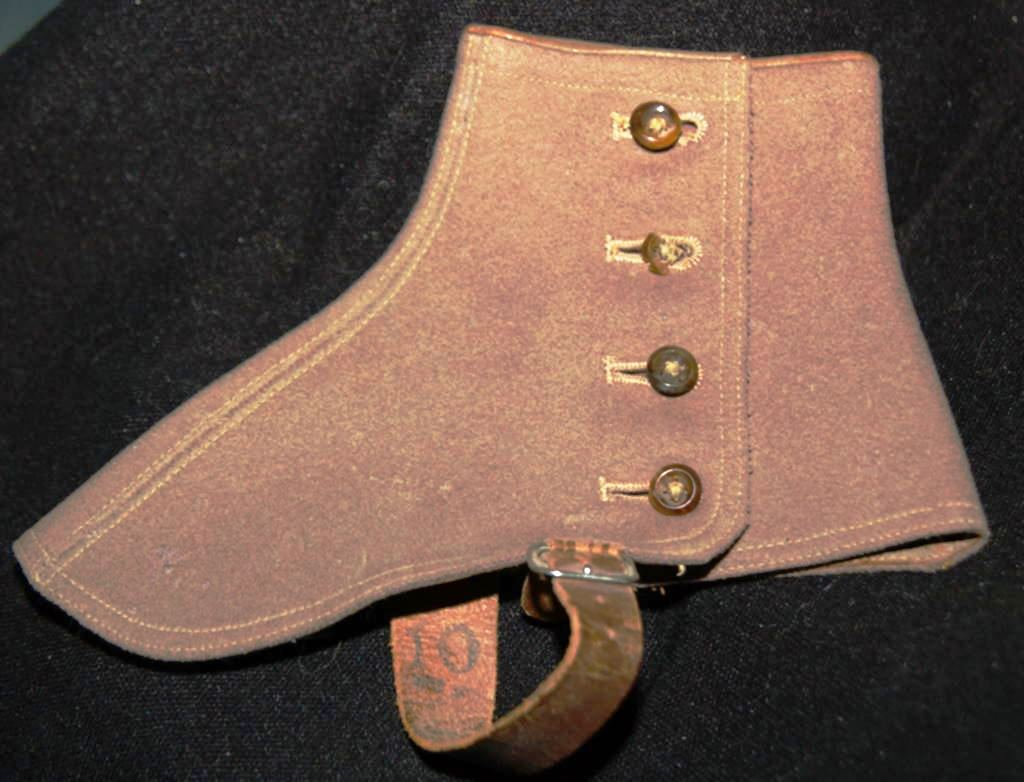
フェルトのスパッツ

スパッツ（Spats）は、靴の上から足首までを覆うことで、靴に小石や雪が入るのを防ぐ覆いである。

## ユニフォームにおけるスパッツ
アメリカ合衆国においてはスパッツは一般に19世紀～20世紀にかけて使われたが、現在でもマーチングバンドの伝統的ユニフォームのアクセサリーであることが多い。
フランスの歩兵隊は1903年まで白いスパッツを行進と非番の際に着用していた。また、イタリアの兵士は明るい黄褐色のスパッツを1910年まで、日本軍は長い白のスパッツ（ゲートル）を日露戦争のあった1905年まで付けていた。
スパッツはまたスコットランドのハイランドパイプバンドの衣装を特徴付けるものとして、民間・軍を問わずに残っている。現代でもロイヤル・スコットランド連隊はユニフォームにスパッツを採用している。この連隊は2006年に全スコティッシュ連隊を編入したが、これらの連隊の殆どがスパッツを付けていた。ズボンをはくローランド連隊のスパッツが靴の上だけであるのに対し、キルトをはくハイランド連隊のスパッツは脹脛の半分の高さに及んだ。
インドとパキスタンの陸軍連隊の大部分では長い白のスパッツをズボンの裾に入れて行進用の衣装とすることが多い。その他、スパッツを含むに大礼服にフィンランド軍、ポルトガル共和国国家親衛隊、モナコの騎銃兵、イタリアのモデナ軍学校のものがある。フィンランド海軍ではスパッツは冬服の一部である。アメリカ海軍のHonor Guard（儀仗隊）とRifle Guardでも式典時の制服となっている。

## 安全のためのスパッツ
特定の業種では安全のためにスパッツを着用する。
鋳造工場では、融解金属抽出作業者は溶けた金属から足を守るために革のスパッツを付ける。たとえ、小さな飛沫であっても、靴と足首の間に入れば大火傷に繋がるためである。
また、溶接工も火花と金属の飛沫を防ぐために革のスパッツを付けることがある。
さらに、チェーンソー作業者もチェーンソーが誤って足に当たらないように革のスパッツを付けることがある。

## 登山用具のスパッツ
登山においても、靴の中に砂や泥、小石、雨、雪が進入するのを防ぐためにスパッツを装着する場合がある。ゴアテックスなどの防水透湿性素材製のものが多い。足首部分のみを覆うものをショートスパッツ、膝下まで覆うものをロングスパッツと称する。
日本国内でも海外製品が多く流通するようになった昨今では、アメリカや欧州、ニュージーランドなどで広く使われている、ゲーター（Gaiters）という呼称も広まりつつある。
日本ではGaitersを、ゲートルと読むこともある。

## その他
日本においては英語でLegging（レギンス）と呼ばれている女性用の足の衣服もスパッツと呼ばれていたが、2008年頃からファッション用語としてレギンスと呼ばれていることが多くなり、丈の短い主にスポーツ用のスパッツとは区別されている。